# Jorge Pereira da Silva
Jorge Pereira da Silva (* 4. Dezember 1985 in São Paulo), auch bekannt als Jorginho, ist ein ehemaliger brasilianischer Fußballspieler.

## Karriere
Jorginho begann seine Karriere 2004 beim japanischen Erstligisten Nagoya Grampus Eight und spielte unter anderem auch bei Sanfrecce Hiroshima und Tokushima Vortis. 2007 wechselte er zum Drittligisten FC Gifu. Für Gifu bestritt er 29 Drittligaspiele und schoss dabei 12 Tore. 2007 wurde er mit dem Verein Tabellendritter und stieg in die zweiten Liga auf. 2008 kehrte er nach Brasilien zurück und unterschrieb einen Vertrag beim Zweitligisten EC Bahia. Danach spielte er bei Mixto EC und EC Águia Negra. 2009 wechselte er zum libanesischen Erstligisten al-Mabarrah. 2010 erreichte er das Finale des FA Cup. 2011 wechselte er nach Malta. Hier unterschrieb er einen Vertrag beim Erstligisten FC Qormi. 2012 erreichte er das Finale des maltesischen Fußballpokal. 2012 wechselte er zum ungarischen Erstligisten Kecskeméti TE. 2013 kehrte er zu FC Qormi zurück. 2014 wechselte er zu Hibernians Paola. Mit dem Verein wurde er 2014/15 und 2016/17 maltesischer Meister. In der Saison 2014/15 wurde er mit 25 Toren Torschützenkönig der Premier League. 2017 wechselte er zum saudi-arabischen Khaleej Club. 2018 kehrte er nach Malta zurück und unterschrieb einen Vertrag bei Gżira United. 2019 wurde er mit dem Verein Tabellendritter der Premier League. 2019 wechselte er zu FC Birkirkara. 2020 beendete er seine Karriere als Fußballspieler.

## Erfolge
Hibernians Paola
- Maltesischer Meister: 2014/15, 2016/17

## Familie
Jorginho ist der jüngere Bruder von Ueslei Raimundo Pereira da Silva.